# Petr Hájek (skaut)
Petr František Hájek – Balú (18. dubna 1944 Německý Brod, dnes Havlíčkův Brod – 27. prosince 2018 Chotěboř) byl český skaut, skautský spisovatel, pedagog zejména prvních stupňů ZŠ. S dalšími významnými osobnostmi okolo Ekumenické lesní školy, v čele s Milošem Blažkem – Merkurem a Pavlem Širokým – Kočkodanem vytvořil ideový základ nového roverského kurzu Sursum 1996, který se v roce 1998 rozdělil na Cordu pro mladší rovery, při kterém později vzniká Rádcovský tábor sv. Jiří a Sursum pro starší rovery. V roce 1999 je u vzniku kurzu Gubbio pro vůdce vlčat, jehož první ročník vede, ve stejném roce pomáhal se vznikem Instruktorské lesní školy Collegium, kde působil jako zástupce jejího vůdce Miloše Blažka - Merkura. Dne 17. prosince 2016 získal nejvyšší skautské vyznamenání, Řád stříbrného vlka, které je udělováno vždy max. 12 žijícím osobnostem. V tomtéž roce slaví Ekumenická lesní škola 70. let od svého vzniku. V krátkém pojednání k tomuto výročí uvádí její vůdce Radek Konečný — Pade, že právě Balú se nejvýrazněji zasloužil o její současnou podobu.

## Biografie
Dětství strávil v rodném Německém (Havlíčkově) Brodě. Jeho otec byl hodinář, zlatník a optik. Doma v době komunismu tajně poslouchali západní rozhlasovou stanici Londýn. Hlásil se na gymnázium v Halíčkově Brodě, kde byl nejprve odmítnut pro údajnou přeplněnost. Jeho otec se nevzdal a obeslal všechna gymnázia v kraji. Přijal ho jediný statečný ředitel ve Velkém Meziříčí. Nakonec však v Havlíčkově Brodě dostali nařízeno otevřít ještě jednu třídu, do které již brali každého, bez ohledu na politický škraloup rodiny. Celá třída, v čele s třídním učitelem Paučrem, který byl evangelík, politicky vybočovala od tehdy běžného průměru. Chodil do muzejního klubu, o prázdninách provázel po muzeu a hradě Lipnici. Setkal se s terénními archeology a chtěl se stát jedním z nich. Protože se však archeologie otevírala jen jednou za dva roky, zkusil se tam dostat oklikou přes historii na filosofické fakultě. U pohovorů uspěl, ale v červenci dostal dopis, že byl obor naplněn lepšími uchazeči a že mu doporučují rok praxe, nejlépe ve výrobě – v hornictví, ať se pak ozve. To nechtěl riskovat a chtěl na chvíli sehnat práci a předčasně se přihlásit na vojnu. Nakonec ale potkal též politicky nespolehlivé spolužačky (z důvodu pravidelných návštěv kostela), kterému mu poradili, ať se přihlásí na pedagogický institut, že tam berou každého. A skutečně, ač byl nešikovný na tělocvik a neměl hudební talent, byl přijat.
V roce 1968 zakládá 2. oddíl skautů „Dravci“ v Chotěboři. První schůzka se konala 17. dubna 1968 na travnatém hřišti v ul. Dukelská, v místech, kde dnes stojí diskont. V květnu 1968 je s hochy na rádcovském kurzu na Kachličce, kde mají jako jediní kroje, tak si je kde kdo fotí. V červenci 1968 táboří na Spálené pasece u Ronovce. Tábor byl ale ukončen předčasně, slovy Balúa: „Hoši byli nevycvičení, počasí bylo psí a my měli jen pár armádních jehlanů bez podsad a bez podlážek“.
Srpen 1968 prožil následovně: 20. srpna 1968 odjel do Lipníka nad Bečvou, kde měl od nadporučíka slíbenou starou uniformu, kterou si chtěl předělat na skautskou. Tu od jeho manželky přebírá, ale dál nemůže, neboť nadporučík odváží spojařské stanice do Hostýnských vrchů. Ráno 21. srpna 1968 se na turistické ubytovně dozvídá o příjezdu vojáků cizích mocností. Železničáři se snaží udržet provoz nezabavenými stroji a tak se vrací jednou soupravou, která je postrkována mezi Hranicemi a Přerovem a dále pak další soupravou jezdící mezi Přerovem a poli před Brnem, neboť do Brna se jet nemůže, aby vlak nebyl zabaven. Brno, které zná ze studií, obchází kvůli invazi pěšky do Králova Pole, mezi kterým jezdí opět jedna souprava do Havlíčkova Brodu. Přijel v noci a přes zákaz vycházení se místy v centru, kudy nevedou cesty a přes ploty zahrad vrací domů. V Chotěboři pak krotí starší skauty, kteří se připojili k plakátovací akci „přivítání“ okupantů, aby vše nesklouzlo k vulgaritě.
28. října 1968 šel celý oddíl Dravců na národní slavnost. Na křižovatce silnic před hřbitovní kaplí se sázel strom republiky. Slovy Balúa: „Tehdy, po srpnové okupaci, jsme byli všichni velcí vlastenci a komu byla demokracie jen trochu drahá, ten nechyběl.“ Při přihazování hlíny ke kořenům skauty z 2. oddílu pronesl: „Ať roste tato lípa z české země, kypřené mečem a kropené krví, ale i slzami radosti tohoto národa.“  Živý potlesk publika byl tehdy znamením, že chápou jinotaj – tehdy se už k okupaci nikdo veřejně nevyslovoval. Tato slova mu byla předložena k vysvětlení v roce 1970 při prověrkách pracovníků školství a dost mu přitížila. Přesto se mu po táborech v letech 1969 a 1970 podařilo vést dále oddíl ještě několik let v ilegalitě až do roku 1973. Na výpravy se jezdilo tak, že se nastupovalo, či vystupovalo na různých zastávkách. V roce 1973 v úzkém kruhu vynesli opukový kámen na Ivančenu v Beskydech.
Po Sametové revoluci aktivizoval bývalé členy a inicioval obnovu oddílu, který nadále funguje jako 5. oddíl Dravců. V roce 1990 inicioval vznik pomníku Všem věrným 1920–1990 u Horního Mlýna u Chotěboře. Po rozdělení skautského střediska v roce 1993 se stal vůdcem 2. střediska Chotěboř Via.

## Citát
| „ | Je potřeba statečnosti k hájení poznané pravdy a je potřeba příměsi lásky, aby takové hájení nebylo agresí, ale zůstalo dialogem, který je tolerantní a počítá, že s každým názorem vlastně můžeme jít alespoň kousek cesty, i když se pak třeba obě rozdělí. | “ |

## Dílo
Jeho dílo je mezi skauty populární i díky jeho četné přednáškové činnosti. Zabývá se zejména skautskou metodikou, která je však mnohdy implementována do chytlavých příběhů.

### Publikace
- Od stromu mládí k dospělosti
- Skautský slib
- Smečka volá – spolupráce na edici
- Dramatická výchova / Táborové ohně / Skautské divadlo – spolupráce, vybrané kapitoly
- Oheň
- Drobničky – Kapitoly z metodiky pro vůdce vlčat[5]

- Rodinné stříbro českého skautingu [6]
- S vlčaty krok za krokem, rok za rokem[7]

### Přednášky
- Reflexe domova a krajiny[8]

- Odkaz starých metodik[9]

## Ocenění
V roce 2003 získal zlatý stupeň českého skautského vyznamenání, Medaile Svatého Jiří.
V roce 2015 získal při příležitosti oslav první písemné zmínky o městě Chotěboř zvláštní cenu města Chotěboře, stříbrnou minci s logem oslav a s pečetí Smila z Lichtenburka.
Dne 17. prosince 2016 získal nejvyšší české skautské vyznamenání, Řád stříbrného vlka, které je udělováno vždy maximálně 12 žijícím osobnostem.